# Домбровица-Дужа
Домбровица-Дужа (пол. Dąbrowica Duża) — деревня в Бяльском повете Люблинского воеводства Польши. Входит в состав гмины Тучна. Находится примерно в 23 км к юго-востоку от центра города Бяла-Подляска. По данным переписи 2011 года, в деревне проживало 310 человек.
В 1975—1998 годах деревня входила в состав Бяльскоподляского воеводства.
Верующие Римско-католической церкви относятся к приходу Святой Анны (пол. Parafia św. Anny) в Тучке.

## История
Деревня основана в 1549 году. Территория поселения была обозначена Станиславом Свидерским, слугой подсека земского бельского. С 1870 года в селе действует начальная школа, которая во время войны представляла собой госпиталь для пострадавших. Существует также подразделение добровольной пожарной охраны, созданное в 1957 году. В окрестностях села находится кладбище солдат Советской армии.

## Население
Демографическая структура по состоянию на 31 марта 2011 года:
|         | Всего | До трудоспособного возраста | Трудоспособного возраста | Старше трудоспособного возраста |
| ------- | ----- | --------------------------- | ------------------------ | ------------------------------- |
| Мужчины | 147   | 35                          | 93                       | 19                              |
| Женщины | 163   | 37                          | 89                       | 37                              |
| Всего   | 310   | 72                          | 182                      | 56                              |